# 난부 요이치로
난부 요이치로(영어: Yoichiro Nambu, 일본어: 南部 陽一郎, 1921년 1월 18일 ~ 2015년 7월 5일)는 일본 후쿠이현에서 태어난 미국의 물리학자이다. 입자물리학에서 자발 대칭 깨짐을 발견한 공로로 노벨 물리학상을 수상했다.

## 생애 및 약력
일본 도쿄부에서 태어나 2살 때 후쿠이현 후쿠이시에 이사했다. 1970년에 미국에 귀화했으며, 2008년에 시카고 대학교 물리학과 페르미 국립 가속기 연구소 명예 교수, 오사카 시립 대학의 명예 교수로 재직했다. 후쿠이시 명예 시민 등의 칭호도 가지고 있다.
- 1921년 1월 18일 - 도쿄부 도쿄시 모토아자 부에서 태어남.
- 1923년 3월 15일 - 아버지의 전근에 따라 후쿠이현 후쿠이시에 이사
- 1930년 3월 31일 - 후쿠이 진죠소학교 졸업
- 1935년 3월 31일 - 후쿠이 중학교(구제) 졸업
- 1938년 3월 31일 - 제일 고등학교 졸업
- 1942년 3월 31일 - 도쿄 제국 대학 이학부 물리학과 졸업
- 1942년 4월 1일 - 도쿄 제국 대학 조수
- 1949년 4월 1일 - 오사카 시립 대학 이공학부 조교수
- 1950년 4월 1일 - 동 대학 이론물리학 교수
- 1952년 - 도쿄 대학에서 이학 박사학위 취득
- 1952년 9월 1일 - 프린스턴 고등연구소(당시 소장 로버트 오펜하이머) 근무
- 1956년 9월 1일 - 시카고 대학교 조교수
- 1958년 9월 1일 - 시카고 대학교 교수
- 1960년 - 양자색역학과 자발 대칭 깨짐에 대한 선구적인 연구[4]를 실시. (이 연구로 2008년에 노벨 물리학상을 수상했다.)
- 1970년 1월 1일 - 만 48세 12개월, 미국 시민이 됨
- 1970년 - 끈이론의 난부-고토 모형 제안[5]
- 1972년 9월 1일 - 페르미 국립 가속기 연구소, 이론 물리학 교수(1982년까지, 이후 명예 교수)
- 1991년 9월 1일 - 시카고 대학교 페르미 국립 가속기 연구소의 명예 교수

## 연구
1960년대에 양자색역학과 힉스 보존에 대한 선구적인 연구를 실시한 것 외에, 끈 이론의 창시자의 한 명으로서도 알려진다. 1961년에 응집물질물리학을 입자물리학에 입각한 입자물리 모형을 발표하였다. 그리고 1970년 고토 데쓰오(일본어: 後藤鉄男)와 함께 강력을 설명하기 위해 난부-고토 끈 이론을 제안 하였지만 당시에는 올바르지 않은 것으로 생각되었다. 하지만 이후 초대칭성을 더한 끈 이론(초끈이론)에서 다시 난부-고토 모형이 기본적인 보존 끈의 작용으로 인정받게 되었다.
1978년 문화 훈장, 1982년에는 미국 국가 과학상을 수상했다. 그리고 2008년에 자발 대칭 깨짐에 대한 업적으로 고바야시 마코토, 마스카와 도시히데 등과 함께 공동 노벨 물리학상 수상자로 등극했다.

## 수상 경력
- 1978년 - 문화 훈장을 수여 받음
  - 수여 이유：물리학에 있어서의 오랜 세월의 공헌에 대해서.
- 1982년 - 미국 국가 과학상(물리학 부문)을 수상.
  - 수상 이유：페르미 국립 가속기 연구소에 있어서의 실험 이론의 구축
- 1985년 - 막스 플랑크 메달을 수상.
  - 수상 이유：소립자 물리학의 선구적 공헌.
- 1986년 - 디랙상 수상.
  - 수상 이유：소립자 이론 물리학에 있어서의 선구적 실적.
- 1994년 - 사쿠라이상 수상.
  - 수상 이유：미국 물리학회에 있어서의, 헌신적인 공헌.
- 1994년 - 울프 물리학상을 수상.
  - 수상 이유：이론 물리학에 있어서의 선구적인 공헌.
- 2005년 - 벤저민 프랭클린 메달을 수상.
  - 수상 이유：이론 물리학에 있어서의 선구적인 공헌.
- 2008년 - 노벨 물리학상 수상.